# Ixorida regia
Ixorida regia är en skalbaggsart som beskrevs av Fabricius 1801. Ixorida regia ingår i släktet Ixorida och familjen Cetoniidae.

## Underarter
Arten delas in i följande underarter:
- I. r. engganica
- I. r. zebra
- I. r. sumatrana
- I. r. allardi
- I. r. siberutensis
- I. r. ornata
- I. r. bicolor